# Karl-Franz Müller
Karl-Franz Müller (født 1. maj 1922, død 5. November 1978 i Wien, Østrig) er en østrigsk komponist og forfatter.
Müller studerede musik og kunst på States Academy of Music and Dramatic Arts i Wien. Han studerede senere komposition hos Hans Pfitzner privat. Til hans mange værker tæller mest symfonier, 17 i alt. Han valgte ofte græske temaer til mange af sine symfonier. Udover symfonier har han kun komponeret orkesterværker.

## Udvalgte værker
- Symfoni for Maskinerne - for orkester
- Arkadisk Symfoni - for orkester
- Loft Symfoni -f for orkester
- Sardisk Symfoni - for orkester
- Symfoni Sarda - for orkester
- Lille Symfoni 1-3 - for kammerorkester
- Efterlignings Symfoni - for orkester
- Mazedonisk Symfoni 1-4 - for orkester
- Proklassisk Symfoni 1 & 2 - for strygeorkester
- Symfoni - for orgel og kammerorkester
- Thessalisk Symfoni - for strygeorkester og harpe